# Geva Karmel
Geva Karmel (hebrejsky גֶּבַע כַּרְמֶל, doslova „Vrch Karmelu“, v oficiálním přepisu do angličtiny Geva Karmel, přepisováno též Geva Carmel) je vesnice typu mošav v Izraeli, v Haifském distriktu, v Oblastní radě Chof ha-Karmel.

## Geografie
Leží v nadmořské výšce 21 metrů v hustě osídlené a zemědělsky intenzivně využívané pobřežní nížině, nedaleko úpatí zalesněných svahů pohoří Karmel, ze kterých sem podél severního okraje obce přitéká vádí Nachal Me'arot s turisticky atraktivními jeskyněmi, v nichž byly objeveny stopy pravěkého osídlení. Ústí tu do něj od jihovýchodu krátké vádí Nachal Chabalbal.
Obec se nachází 3 kilometry od břehu Středozemního moře, cca 67 kilometrů severoseverovýchodně od centra Tel Avivu, cca 17 kilometrů jihojihozápadně od centra Haify a 25 kilometrů severoseverovýchodně od města Chadera. Geva Karmel obývají Židé, přičemž osídlení v tomto regionu je převážně židovské. Pouze 7 kilometrů jižně odtud stojí město Furejdis osídlené izraelskými Araby.
Geva Karmel je na dopravní síť napojen pomocí dálnice číslo 4. Západně od vesnice rovněž prochází železniční trať z Tel Avivu do Haify, ale není zde zastávka (nejbližší je v Atlit).

## Dějiny
Geva Karmel byl založen v roce 1949. Zakladateli osady byli židovští přistěhovalci z Turecka a Tuniska. Mezi nimi i pozdější poslanec Knesetu Moše Sardines. Na přelomu 20. a 21. století prošla obec stavební expanzí. Místní ekonomika je zčásti stále založena na zemědělství.
Jméno mošavu navazuje na název arabské vesnice Džaba', která do roku 1948 stávala cca 1 kilometr jihovýchodně od dnešní vesnice Geva Karmel a která uchovávala starší tradici osídlení. Římské prameny ji nazývaly Gabata. V Džabě stávala od roku 1885 základní chlapecká škola. V roce 1931 zde žilo 762 lidí v 158 domech. V červenci 1948 během války za nezávislost byla vesnice v rámci Operace Šoter ovládnuta izraelskými silami a arabské osídlení tu skončilo. Většina zástavby arabské vesnice pak byla zbořena.

## Demografie
Podle údajů z roku 2014 tvořili naprostou většinu obyvatel v Geva Karmel Židé (včetně statistické kategorie "ostatní", která zahrnuje nearabské obyvatele židovského původu ale bez formální příslušnosti k židovskému náboženství).
Jde o menší sídlo vesnického typu s dlouhodobě rychle rostoucí populací. K 31. prosinci 2014 zde žilo 1102 lidí. Během roku 2014 populace stoupla o 0,0 %.
| Rok            | 1961 | 1972 | 1983 | 1995 | 2001 | 2003 | 2004 | 2005 | 2006 | 2007 | 2008 | 2009 | 2010 | 2011 | 2012 | 2013 | 2014 |
| -------------- | ---- | ---- | ---- | ---- | ---- | ---- | ---- | ---- | ---- | ---- | ---- | ---- | ---- | ---- | ---- | ---- | ---- |
| Počet obyvatel | 449  | 400  | 403  | 469  | 588  | 665  | 704  | 798  | 851  | 915  | 948  | 1082 | 1095 | 1071 | 1085 | 1102 | 1102 |